# Martin Spiewak

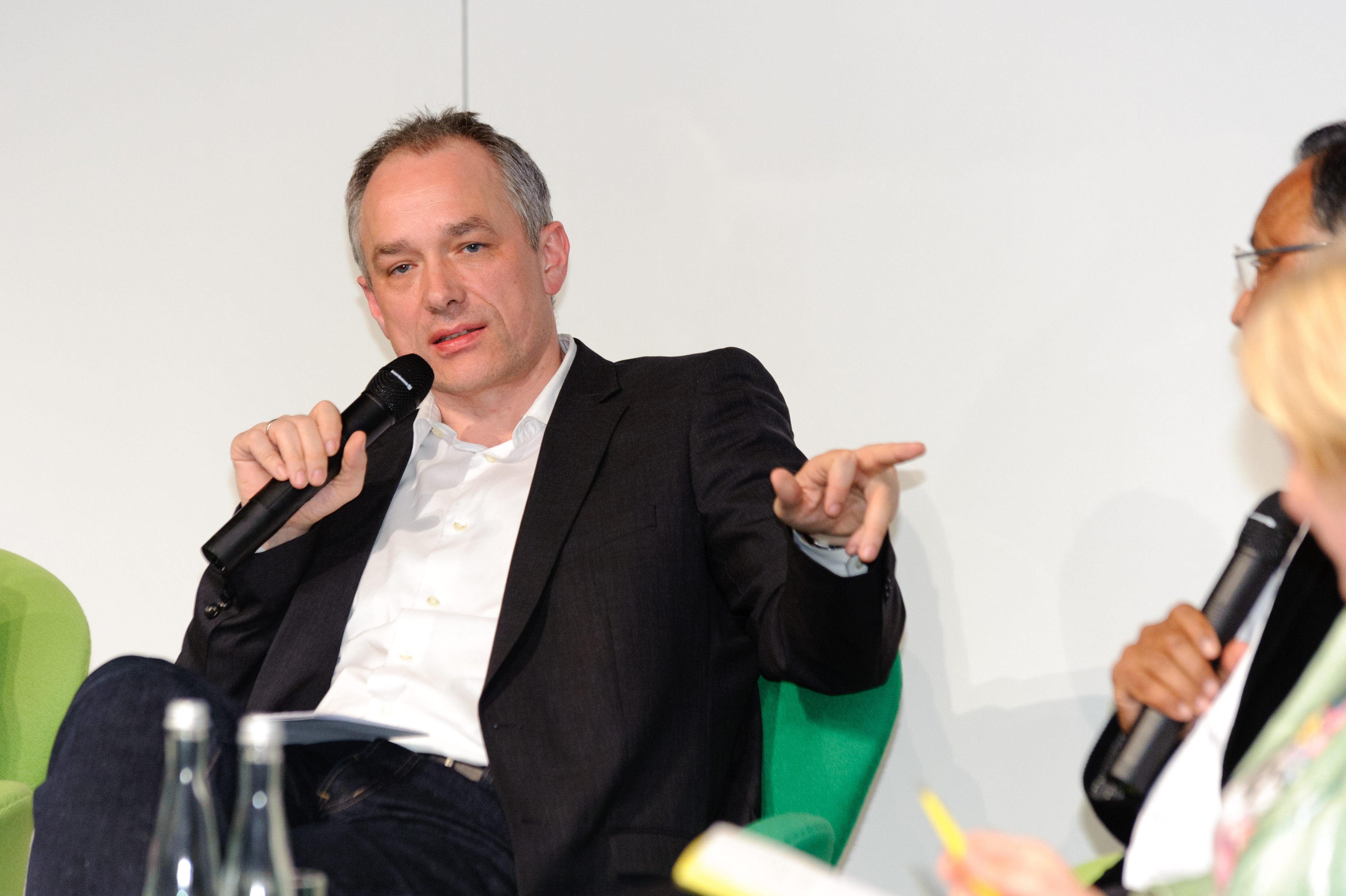
Martin Spiewak (2011)

Martin Spiewak (* 1964 in Hamburg) ist ein deutscher Wissenschafts-Journalist.

## Leben
Nach dem Abitur an der Sankt-Ansgar-Schule studierte er Geschichte, Spanisch und Staatsrecht in Hamburg und Madrid. Nach dem Studium absolvierte er die Deutsche Journalistenschule in München. Von 1993 bis 1997 arbeitete er beim Deutschen Allgemeinen Sonntagsblatt in Hamburg. Nach anschließender Tätigkeit als freier Journalist für verschiedene Zeitungen, Wochenblätter und Radiostationen ist Spiewak seit 1999 Redakteur im Wissens-Ressort der ZEIT und seit 2004 Mitglied im Hauptstadtbüro der Wochenzeitung.
Seine Themen-Schwerpunkte sind Bildungspolitik, Wissenschaft und Forschung. Als Fachmann für diese Themen tritt Spiewak auch in anderen überregionalen Medien auf.
Ehrenamtlich ist Martin Spiewak bei den Internationalen Journalisten-Programmen (IJP) engagiert, wo er für das Lateinamerika-Programm im Vorstand zuständig ist. Zudem ist er Gründungsmitglied der Initiative „Journalismus macht Schule“, die sich für mehr Nachrichtenkompetenz von Schülerinnen und Schülern einsetzt.

## Preise und Auszeichnungen
Für seinen Artikel „Teure Patienten unerwünscht“, erschienen in der ZEIT Nr. 46/99, erhielt er den „Sonderpreis Patientenrecht“ der Stiftung Gesundheit. 2001 bekam er von der Deutschen Gesellschaft für Humanes Sterben den Arthur-Koestler-Preis zugesprochen. Bei der Verleihung des Medienpreises des Aktionsrats Bildung an die ZEIT im Jahre 2006 wurde Spiewaks Tätigkeit im Ressort Wissen in der Laudatio ausdrücklich hervorgehoben. 2014 erhielt Spiewak den erstmals vergebenen Medienpreis der Deutschen Gesellschaft für Erziehungswissenschaft (DGfE) für seine „verantwortungsvolle, aber zugleich kritische“ Berichterstattung über Schulen und Universitäten. Für seinen Artikel „Wir sind keine Sorgenkinder“ in der ZEIT bekam er den deutschen Reporterpreis 2014 in der Kategorie Essay. Für den Beitrag „Eine Frau, ihre Entdeckung und wie sie die Welt verändert“ über die CRISPR-Technologie erhielt er gemeinsam mit Max Rauner den Publizistikpreis der GlaxoSmithKline Stiftung. Für den Beitrag „Wer schafft es nach oben?“ erhielt er 2019 den Medienpreis für Bildungsjournalismus der Deutschen Telekom Stiftung. 2023 wurden Uli Bahnsen und Spiewak mit dem Schweizer Medienpreis für Qualitätsjournalismus in der Kategorie Wissenschaft für den Artikel «Die Macht der Herkunft» über die Bedeutung der modernen Genforschung für die Sozialwissenschaft sowie 2024 mit dem Medienpreis der Deutschen Kinder- und Jugendärzte für einen Beitrag zur frühkindlichen Förderung ausgezeichnet.